# مؤسسه کیتو
مؤسسه کِیْتو یک اندیشگاه آمریکایی لیبرترین به مرکزیت واشینگتن، دی. سی. است. این مؤسسه در ۱۹۷۴ توسط موری راتبارد، اد کرین و چارلز کوک تحت عنوان بنیاد چارلز کوک تأسیس شد. چارلز کوک رئیس هیئت مدیره کنگلومرای صنایع کوک بود. در ۱۹۷۶ نام آن به مؤسسه کیتو عوض شد. بنا بر شاخص اندیشگاه گلوبال گو تو ۲۰۱۱، کیتو ششمین اندیشگاه تأثیرگذار مستقر در آمریکا، با رتبه سوم در سیاست اقتصادی و دوم در سیاست اجتماعی است.
مأموریت مؤسسه «افزایش فهم سیاستهای عمومی بر اساس اصول دولت محدود، بازار آزاد، آزادی شخصی و صلح» اعلام شده‌است. مؤسسه از موثرترین روشها برای ایجاد، حمایت، ترویج و توسعه پیشنهادهای سیاستی قابل اجرا که جوامعی آزاد، باز و مدنی در ایالات متحده و سرتاسر جهان ایجاد کنند استفاده خواهد کرد.
دانشوران کیتو بین ۲۰۰۱–۲۰۰۹ در موارد متعددی منتقد سیاستهای دولت جمهوریخواه جورج بوش از جمله جنگ عراق، آزادیهای مدنی، آموزش، کشاورزی، سیاست انرژی و هزینه‌های فزاینده دولتی بودند. در دیگر موارد آنها از ابتکارات دولت بوش حمایت می‌کردند بیش از همه از بهداشت، تأمین اجتماعی، گرمایش جهانی، سیاست مالیاتی، و مهاجرت.
در انتخابات ۲۰۰۸ دانشوران کیتو از هر دو نامزد اصلی مک کین و اوباما انتقاد می‌کردند.
کیتو از موضع پرزیدنت اوباما در سیاستهایش از زمان به قدرت رسیدنش نظیر تدابیر مالی، اصلاح بهداشتی، سیاست خارجی و جنگ با مواد مخدر انتقاد کرده‌اند.در حالی که از موضع او در لغو نپرس، نگو و سیاست مهاجرتی لیبرال حمایت کرده‌اند.

## جایزه میلتن فریدمن
از سال ۲۰۰۲ مؤسسه کیتو هر دو سال یک بار جایزه میلتن فریدمن برای پیشبرد آزادی را به «فردی که مشارکتی شایان توجه در پیشبرد آزادی بشری داشته» اعطا کرده‌است. این جایزه همراه با مبلغ ۲۵۰٬۰۰۰ دلار آمریکا است.
||

| سال  | دریافت کننده           | ملیت           |
| ---- | ---------------------- | -------------- |
| 2002 | Peter Thomas Bauer     | بریتانیای کبیر |
| 2004 | Hernando de Soto Polar | پروvian        |
| ۲۰۰۶ | مارت لار               | استونیn        |
| 2008 | Yon Goicoechea         | ونزوئلاn       |
| ۲۰۱۰ | اکبر گنجی              | ایران          |
| 2012 | Mao Yushi              | چین            |
| ۲۰۱۴ | لشک بالتسروویتس        | لهستان         |